# Alagoinha (Paraíba)
Alagoinha  este un oraș în Paraíba (PB), Brazilia.